# خلوص طیفی
خلوص طیفی (به انگلیسی: Spectral purity) اصطلاحی است که هم در نورشناسی و هم در پردازش سیگنال استفاده می‌شود. در نورشناسی، به کمی‌سازی تک‌فامی یک نمونه نور داده‌شده اشاره دارد. این یک پارامتر بسیار مهم در زمینه‌هایی مانند کارکرد لیزر و اندازه‌گیری زمان است. دستیابی به خلوص طیفی در افزاره‌هایی که نور مرئی و فرابنفش تولید می‌کنند آسان‌تر است، زیرا نور با فرکانس بالاتر باعث خلوص طیفی بیشتر می‌شود.
در پردازش سیگنال، خلوص طیفی به‌عنوان پایداری ذاتی یک سیگنال یا میزان تمیزی یک طیف در مقایسه با آنچه که باید باشد، تعریف می‌شود.

## همچنین ببینید
- انحراف فرکانس
- لغزش

## مراجع
1. ↑  Rudolf Kingslake (2 December 2012). Applied Optics and Optical Engineering. Elsevier. pp. 30–. ISBN 978-0-323-14702-6.